# Cuyodynerus cuyanus
Cuyodynerus cuyanus är en stekelart som först beskrevs av Brethes 1903.  Cuyodynerus cuyanus ingår i släktet Cuyodynerus och familjen Eumenidae. Inga underarter finns listade i Catalogue of Life.